# 국립부여문화유산연구소
국립부여문화유산연구소(國立扶餘文化遺産硏究所, 영어: Buyeo National Research Institute of Cultural Heritage), 과거 국립부여문화재연구소(國立扶餘文化財硏究所)는 국립문화유산연구원의 소속기관이다. 2005년 8월 16일 발족하였으며, 충청남도 부여군 규암면 충절로2316번길 34에 위치하고 있다. 소장은 서기관·기술서기관 또는 학예연구관으로 보한다.

## 연혁
- 1980년 7월 7일: 익산미륵사지발굴조사단 구성.
- 1989년 9월 1일: 익산왕궁리유적발굴조사단 구성.
- 1990년 1월 3일: 문화재연구소 소속으로 부여문화재연구소 설치.[2]
- 1990년 4월 17일: 초대 최무장 소장 부임.
- 1990년 5월 9일: 부여문화재연구소 개소.
- 1992년 3월 13일: 제2대 최맹식 소장 부임.
- 1993년 6월 19일: 청사 이전.
- 1995년 11월 22일: 국립문화재연구소 소속으로 변경.[3]
- 2001년 10월 22일: 제3대 홍성빈 소장 부임.
- 2003년 8월 22일: 제4대 김용민 소장 부임.
- 2005년 1월 5일: 제5대 송의정 소장 부임.
- 2005년 8월 16일: 국립부여문화재연구소로 개편.[4]
- 2006년 9월 11일: 제6대 김용민 소장 부임.
- 2008년 9월 1일: 제7대 심영섭 소장 부임.
- 2009년 8월 1일: 제8대 김용민 소장 부임.
- 2010년 2월 8일: 제9대 지병목 소장 부임.
- 2010년 4월 12일: 부여 규암면 신청사 이전.
- 2010년 11월 29일: 제10대 이상준 소장 부임.
- 2013년 5월 20일: 제11대 배병선 소장 부임 .
- 2017년 1월 1일: 제12대 이주헌 소장 부임.

## 관할구역
- 대전광역시
- 세종특별자치시
- 충청남도

## 조직

### 소장
- 기획운영과[5]
- 학예연구실[6]